# Gheorghe Tohăneanu (lingvist)
Gheorghe Tohăneanu (n.  ?) a fost un lingvist, eseist, traducător, scriitor și profesor universitar.

## Studii și activitate
Gheorghe Tohăneanu este fiul lui Ion Tohăneanu (n.1882-d.1972), doctor în drept, senator PNL, fost director al liceului „Vasile Alecsandri“ din Galați. A urmat cursurile liceului „Vasile Alecsandri“ din Galați și Facultatea de Litere și Filosofie a Universității din București. A predat la licee din Galați și Ploiești, Universitatea din București, iar din 1956, chemat de Tudor Vianu, la Universitatea din Timișoara, unde va rămîne până la pensionare, în 1995. După pensionare a mai activat la Universitatea de Vest „Vasile Goldiș” din Arad și la Universitatea Tibiscus din Timișoara.
În 1968 devine doctor în filologie cu teza Limba și stilul poeziilor lui Eminescu, coordonator știintific fiind Iorgu Iordan.

## Lucrări publicate
Gheorghe Tohăneanu a publicat numeroase articole în revistele „Scrisul Bănățean”, „Limba Română”, „Orizont”, „Viața Românească”, „Cariatide”, „Limbă și literatură”, „Cahiers roumains d'études littéraires”, „Analele Universității din Timișoara”.
Volume publicate:
- Studii de stilistică eminesciană, București: Ed.Științifică, 1965;
- Stilul artistic al lui Ion Creangă, București: Ed. Științifică, 1969;
- Expresia artistică eminesciană, Timișoara: Ed. Facla, 1975;
- Dincolo de cuvânt. Studii de stilistică și versificație, București: Ed. Științifică și Enciclopedică, 1976;
- O seamă de cuvinte românești, Timișoara: Ed. Facla, 1976 (în colaborare);
- Arta evocării la Sadoveanu, Timișoara: Ed. Facla, 1979;
- Cuvinte românești, Timișoara: Ed. Facla, 1986;
- Eminesciene (Eminescu și limba română), Timișoara: Ed. Facla, 1989;
- Dicționar de imagini pierdute, Timișoara: Ed. Amarcord, 1995;
- „Viața lumii" cuvintelor. Vechi și nou din latină, Timișoara: Ed. Augusta, 1998;
- De ce Eminescu?, (coautor Eugen Todoran), Reșița: Ed. Timpul, 1999;
- Neajungerea limbii. Comentarii la „Țiganiada" de I. Budai-Deleanu, Timișoara: Ed. Universității de Vest, 2001;
- Scrisori din roase plicuri, Timișoara: Ed. Eubeea, 2002;
- Surugiu la cuvinte, Timișoara, Ed. Amphora, 2004.
- Lampa de lîngă tâmplă, Ed. Amphora, Timișoara, 2005.

Traduceri:
- Macrobius, Saturnalia, București, Ed. Academiei, 1961;
- Publius Vergilius Maro, Eneida, Timișoara, Ed. Antib, 1994;
- Publius Vergilius Maro, Bucolice și Georgice, Timișoara: Ed. Amarcord, 1997.

Îngrijiri de ediții:
- Studii de limbă și stil, Timișoara: Ed. Facla, 1973;
- Ion Creangă, Amintiri din copilărie, București: Ed. Albatros, 1976;
- Tudor Arghezi, Arte poetice, București: Ed. Albatros, 1987.

## Premii și recunoașteri
- Premiul „Timotei Cipariu” al Academiei Române, 1965;[2]
- Premiul Asociației Scriitorilor din Timișoara, 1979, 2001;[2]
- Premiul „Mihai Eminescu” al Uniunii Scriitorilor, 1989;[2]
- Premiul Uniunii Scriitorilor, 1994;[2]
- Marele Premiu al Inspectoratului Județean pentru Cultură Timiș, 1995;[2]
- La 1 august 2014 a fost dezvelit pe Aleea Personalităților din Timișoara un bust al său, realizat de Aurel Gheorghe Ardeleanu.[4][5][6]

### Decorații
- Ordinul național „Serviciul Credincios” în grad de Comandor (1 decembrie 2000) „pentru realizări artistice remarcabile și pentru promovarea culturii, de Ziua Națională a României”[7]
- Ordinul Serviciul Credincios în grad de Cavaler, 2002.[2]